# Пестерев, Виталий Дмитриевич
Виталий Дмитриевич Пестерев (род. 3 марта 2005, Череповец, Вологодская область) — российский хоккеист, защитник.

## Биография
Воспитанник череповецкой «Северстали» с семи лет, в сезоне 2021/22 провёл 35 матчей за «Металлург» в НМХЛ, также стал играть за «Алмаз» в МХЛ. В октябре 2023 года, проведя три матча, дебютировал в КХЛ; в следующий раз вернулся в состав «Северстали» в феврале 2025 года.